# Бама-Яоский автономный уезд
Бама́-Я́оский автоно́мный уе́зд (кит. упр. 巴马瑶族自治县, пиньинь Bāmǎ Yáozú zìzhìxiàn) — автономный уезд городского округа Хэчи Гуанси-Чжуанского автономного района (КНР).

## История
Автономный уезд был образован в 1955 году из частей уездов Дунлань, Фэншань и Тяньдун Специального района Байсэ (百色专区) Гуйси-Чжуанского автономного района (桂西壮族自治区) провинции Гуанси. В 1956 году Гуйси-Чжуанский автономный район был переименован в Гуйси-Чжуанский автономный округ (桂西僮族自治州). В 1958 году автономный округ был упразднён, а вся провинция Гуанси была преобразована в Гуанси-Чжуанский автономный район.
В 1965 году был образован Специальный район Хэчи (河池专区), и автономный уезд перешёл в его состав.
В сентябре 1971 года Специальный район Хэчи был переименован в Округ Хэчи (河池地区).
В 1987 году часть земель автономного уезда была передана в состав нового Дахуа-Яоского автономного уезда.
Постановлением Госсовета КНР от 18 июня 2002 года Округ Хэчи был преобразован в городской округ Хэчи.

## Административное деление
Автономный уезд делится на 1 посёлок и 9 волостей.